# 42. Division (Japanisches Kaiserreich)
Die 42. Division (jap. 第42師団, Dai-yonjū-ni Shidan) war eine Division des Kaiserlich Japanischen Heeres, die 1943 aufgestellt und 1945 aufgelöst wurde. Ihr Tsūshōgō-Code (militärischer Tarnname) war Verdienst-Division (勲兵団, Isao-heidan) oder Isao 11900 bzw. Isao 11901.

## Geschichte der Einheit
Während des Pazifikkrieges waren die Alliierten Ende 1942 bereits in die Offensive übergangen, als das Daihon’ei sich entschloss, 1943 12 neue Divisionen aufzustellen. In Korea wurde die 30. Division, in China die 31., 62., 63., 64. und 65. Division und in Japan die 1. Garde-Division sowie die 42., 43., 46., 47. und 61. Division aufgestellt. Bei den Truppen handelte es sich größtenteils um durch Umgruppierung freigewordene Einheiten und nicht ausschließlich um neue Rekruten. So diente die 62. Selbstständige Infanterie-Gruppe als Stammeinheit für die 42. Division. Unter dem Kommando von Generalleutnant Terakura Shōzō wurde die Division offiziell am 1. Juni 1943 als Typ B „Standard“ Division als Triangulare Division aufgestellt und bestand hauptsächlich aus der 42. Infanterie-Brigade (129., 130. und 158. Infanterie-Regiment), dem 42. Aufklärungs-Regiment, dem 42. Feldartillerie-Regiment und dem 42. Pionier- und Transport-Regiment. Das Hauptquartier der ca. 20.000 Mann starken Division lag in Sendai, Japan.
Anfang 1944 wurde die 42. Division auf die Kurilen verlegt und unterstand dort der 27. Armee. Als die 27. Armee am 1. Februar 1945 aufgelöst wurde, unterstand die Division direkt der 5. Regionalarmee. Diese ließ die 42. Division nach Hokkaidō versetzen, wo sie ohne in Kampfhandlungen verstrickt gewesen zu sein bis zum Kriegsende ausharrte. Im Juli 1945 wurde die Division umgegliedert und verkleinerte sich dabei um mehrere tausend Mann, die anderen Einheiten zugeteilt wurden.
Die 42. Division wurde im September 1945 aufgelöst.

## Gliederung

### 1943
Am 1. Juni 1943 erfolgte die Aufstellung als Typ B „Standard“ Division als Triangulare Division wie folgt:
- 42. Infanterie-Divisions-Stab (ca. 410 Mann)
  - 42. Infanterie-Brigade-Stab (ca. 150 Mann)
    - 129. Infanterie-Regiment (ca. 3845 Mann)
    - 130. Infanterie-Regiment (ca. 3845 Mann)
    - 158. Infanterie-Regiment (ca. 3845 Mann)

  - 42. Aufklärungs-Regiment (ca. 600 Mann)
  - 42. Feldartillerie-Regiment (2100 Mann; 36 75-mm-Feldgeschütze)
  - 42. Pionier-Regiment (ca. 900 Mann)
  - 42. Fernmelde- und Signal-Kompanie (ca. 220)
  - 42. Transport-Regiment (ca. 2820 Mann)
  - 42. Versorgungs-Kompanie (ca. 185 Mann)
  - 42. Sanitäts-Einheit (ca. 1000 Mann)
  - 42. Feldhospital (Drei Feldhospitäler mit jeweils ca. 250 Mann)
  - 42. Wasserversorgungs- und -aufbereitungs-Einheit (ca. 160 Mann)
  - 42. Veterinär-Hospital (ca. 100 Mann)

Gesamtstärke: ca. 20.686 Mann

### 1945
Am 16. Juli 1945 wurde die Division wie folgt umgegliedert:
- 42. Infanterie-Divisions-Stab (ca. 410 Mann)
  - 42. Infanterie-Brigade-Stab (ca. 150 Mann)
    - 128. Infanterie-Regiment (2881 Mann)
    - 129. Infanterie-Regiment (2881 Mann)
    - 130. Infanterie-Regiment (2881 Mann)

  - 42. Selbstständige Panzer-Kompanie (124 Mann)
  - 42. Feldartillerie-Regiment (1800 Mann; 36 75-mm-Feldgeschütze)
  - 42. Pionier-Regiment (961 Mann)
  - 42. Fernmelde- und Signal-Kompanie (ca. 220)
  - 42. Transport-Regiment (1840 Mann)
  - 42. Versorgungs-Kompanie (200 Mann)
  - 42. Sanitäts-Einheit (699 Mann)
  - 42. Feldhospital (Zwei Feldhospitäler mit jeweils ca. 250 Mann)
  - 42. Wasserversorgungs- und -aufbereitungs-Einheit (ca. 160 Mann)
  - 42. Veterinär-Hospital (119 Mann)
  - 42. Infanterie-Angriffs-Trainings-Kompanien (3 Kompanien mit jeweils 132 Mann)

Gesamtstärke: ca. 16.222 Mann